# Pityohyphantes phrygianus
Pityohyphantes costatus là một loài nhện trong họ Linyphiidae. Loài này thuộc chi Pityohyphantes. Pityohyphantes phrygianus được Clerck miêu tả năm 1757. Con cái từ 4 đến 6 mm còn con đực dài từ 4 đến 5 mm. Lưng là nhạt với một dải màu nâu sẫm. Bụng màu vàng nhạt đến trắng với một màu nâu sẫm, với dải không liền.